# Dactylorhiza
Dactylorhiza és un gènere d'orquídies que inclou unes seixanta espècies, les quals estan estretament relacionades amb el gènere Orchis. El nom Dactylorhiza procedeix de les paraules gregues "daktylos" (dit) i "rhiza" (arrel). Això és per la forma dels dos tubercles subterranis que caracteritza les espècies del gènere. Dactylorhiza va estar anteriorment classificada dins del gènere Orchis. Es distribueixen des d'Europa fins a Àsia central. Aquestes orquídies es troben distribuïdes al llarg de la zona subàrtica i la part temperada de l'hemisferi nord: a Europa, des d'Escandinàvia fins al nord d'Àfrica; fins i tot a Madeira, Islàndia, oest d'Àsia, nord d'Àsia, l'Himàlaia, Amèrica del Nord i també a Alaska.
Són d'hàbit terrestre i tenen tubercles. Aquestes orquídies terrestres es desenvolupen en sòls bàsics i prats humits, llindes de boscos i en àrees on l'arbreda està aclarint-se. En aquestes gruixudes tiges subterrànies poden emmagatzemar gran quantitat d'aigua, que els permeten sobreviure en condicions de sequera. Tenen grans fulles lanceolades, i en la majoria de les espècies, també clapejades. Desenvolupen una tija llarga que aconsegueix una alçada de 70-90 cm. Les fulles de la part superior són més petites que les fulles més baixes de la tija.
La inflorescència, comparada amb la longitud de la planta, és més aviat curta, i és un raïm compacte amb unes 25-50 flors. Aquestes es desenvolupen a partir d'uns capolls axil·lars. Els colors predominants són gradacions del rosa roent, clapejats amb taques més fosques.